# Pfarrhof Dorfgastein

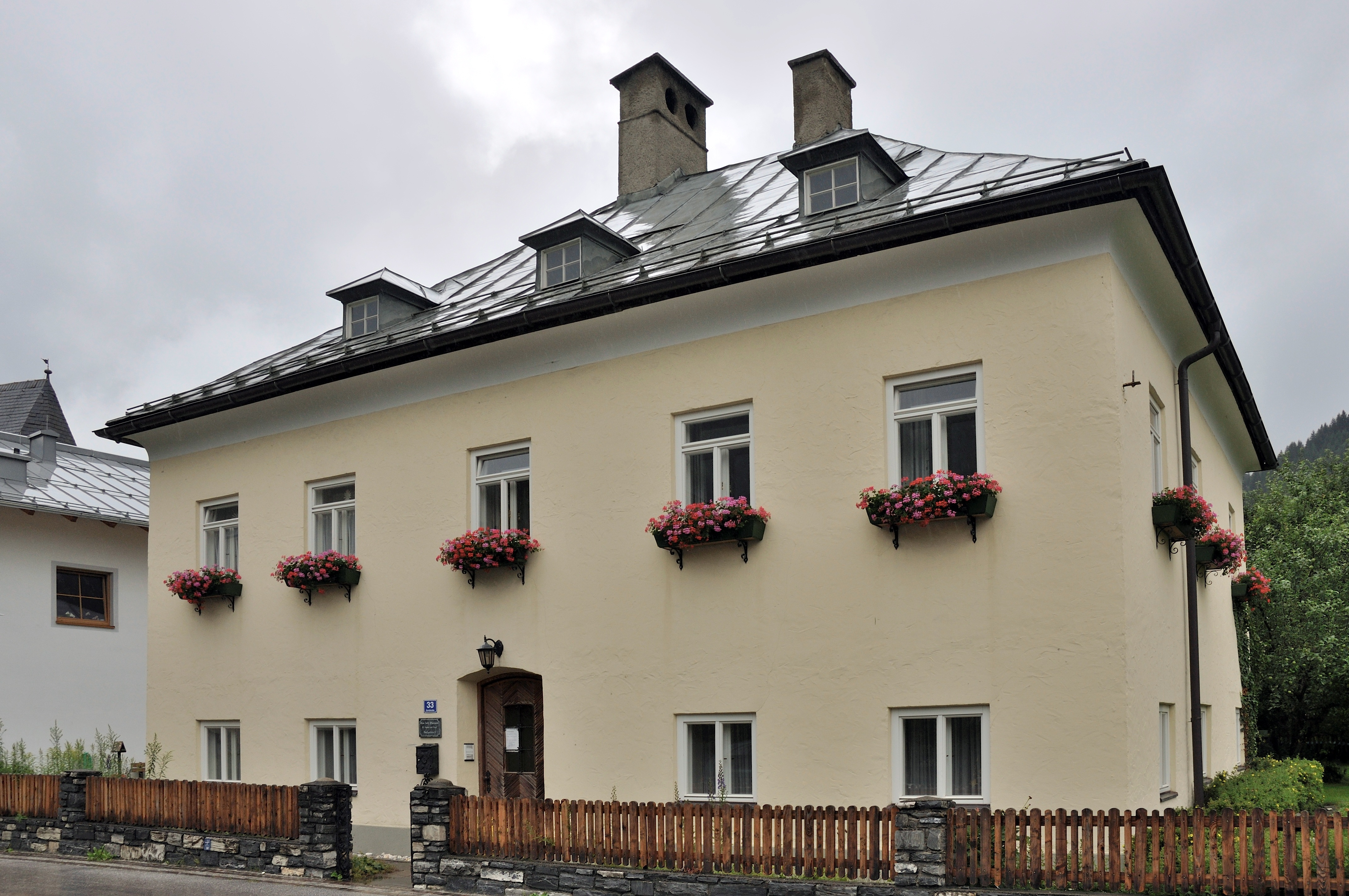
Pfarrhof in Dorfgastein

Der Pfarrhof Dorfgastein in der Gemeinde Dorfgastein im Land Salzburg wurde im Jahr 1735 im Zuge der Einrichtung eines Vikariates errichtet und steht unter Denkmalschutz (Listeneintrag).

## Lage
Der Pfarrhof befindet sich südlich der Pfarrkirche Dorfgastein, wobei noch das Mesnerhaus (Altes Schulhaus) zwischen den beiden Gebäuden steht.

## Geschichte
Im 16. Jahrhundert stand an diesem Platz das Scheiderlehen bzw. Schneiderhäusl, das 1594 einem Bericht zufolge umgebaut wurde. Das später baufällige Haus kam laut Kaufvertrag 1735 „an das ehrwürdige Gotshaus St. Ruperti zu Dorf“, wurde im selben Jahr abgerissen und neu errichtet. Zum Gute gehörte noch das 1733 erworbene Häckllehen bzw. Heigllehen, das vom evangelischen Emigranten Peter Heigl auf dem Weg über die für solche Erwerbungen zuständige Preußische Commission gekauft worden war.
Im neuen Vikariatshaus begann der regelmäßige Schulunterricht in Dorfgastein, der 1743 erstmals schriftlich nachgewiesen ist. Jacob Goldt wird 1744 als Schullehrer, Mesner und Organist genannt. 1785 wurde der Schulunterricht ins benachbarte Mesnerhaus (Alte Schulhaus) verlegt, bis 1927 die Volksschule Dorfgastein erbaut wurde.
Im Jahr 1786 erfolgten umfangreiche Reparaturen des Pfarrhof-Inneren und des Stalls.
Das Vikariatshaus wurde mit Einrichtung der selbständigen Pfarre im Jahr 1857 als „Pfarrhof“ bezeichnet.
1949 wurde der Pfarrsaal auf den zum Pfarrhof gehörigen Gründen gebaut.
Wesentliche Umbauten und Erneuerungen des Pfarrhofs fanden im Zeitraum von 1970 bis 1974 statt.

## Beschreibung
Der im Kern barocke, zweigeschoßige und fünfachsige Bau besitzt im Innern zum Teil einfache Stuckleisten.